# 维萨里昂·别林斯基

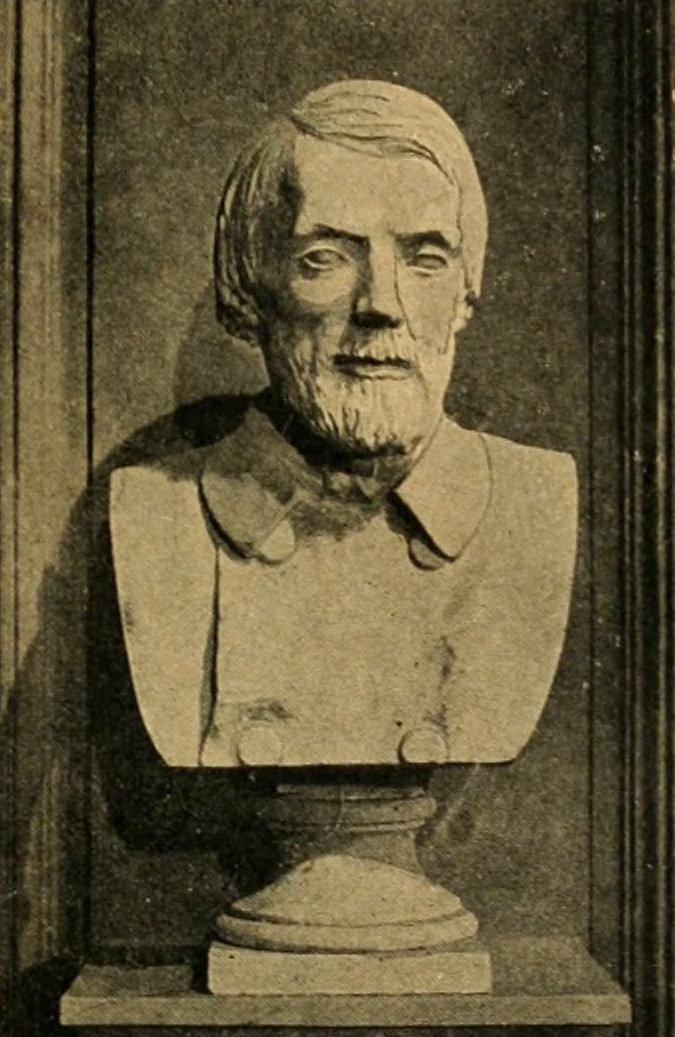
别林斯基胸像

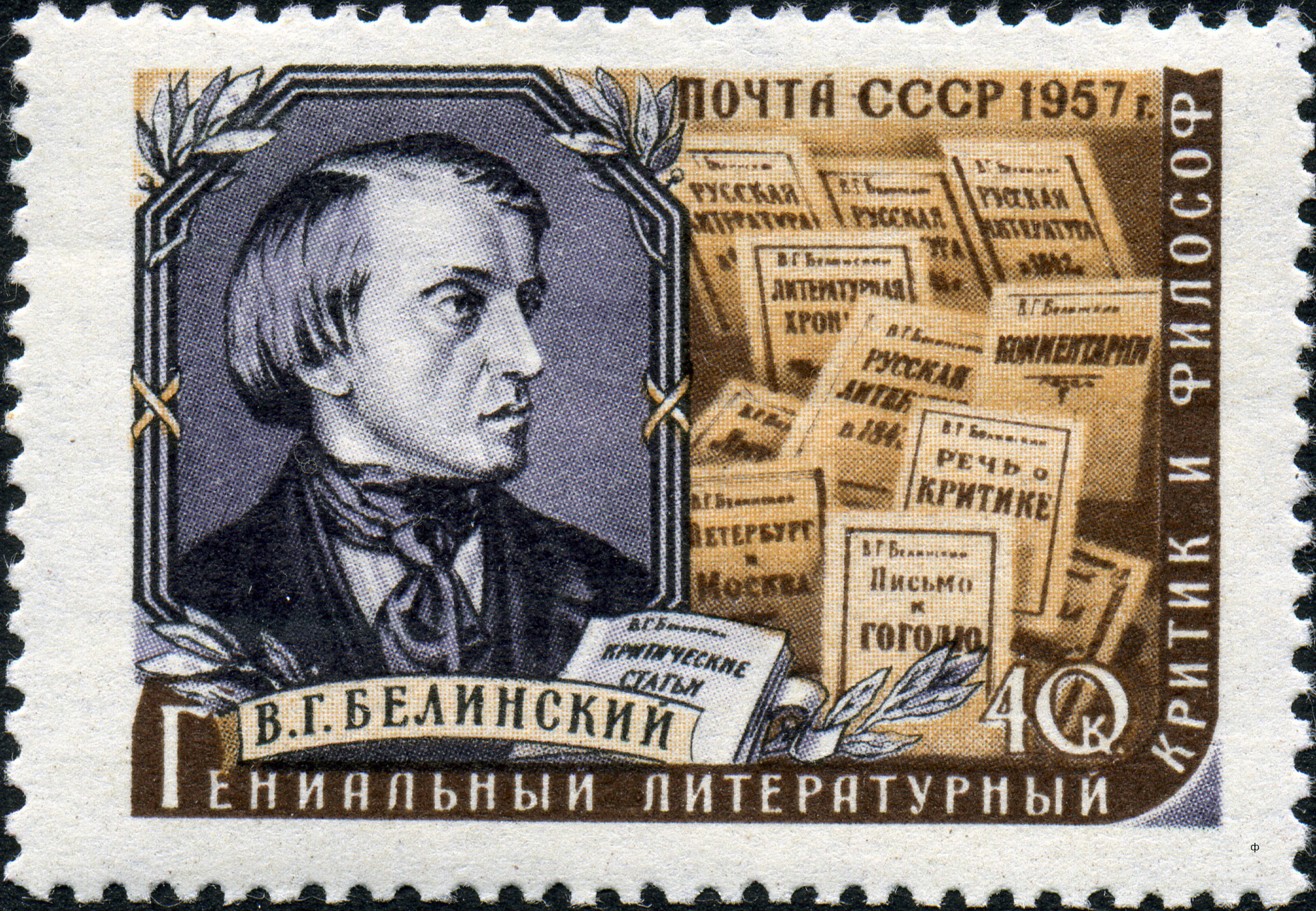
苏联于1957年发行的印有别林斯基像的邮票

维萨里昂·格里戈里耶维奇·别林斯基（俄語：Виссарио́н Григо́рьевич Бели́нский，羅馬化：Vissarion Grigor'yevich Belinskiy，發音：[vʲɪsərʲɪˈon grʲɪˈgorʲjɪvʲɪtɕ bʲɪˈlʲinskʲɪj]；1811年6月11日—1848年6月7日），俄罗斯思想家、文学评论家。

## 生平
他出生在一个海军军医的家庭，1829年进入莫斯科大学，由于写作了具有反专制色彩的剧作《德米特里·卡列宁》被学校开除。1834年，别林斯基发表了批评处女作《文学的幻想》，从此开始了其批评家的生涯。1839年，别林斯基前往彼得堡，先后主持《祖国纪事》的文学批评栏和《现代人》杂志，在不到十年的时间里发表了1000多篇评论文章，为自然派乃至整个俄国19世纪批判现实主义文学奠定了理论基础。在《文学的幻想》中，别林斯基追溯了俄国文学从18世纪的古典主义以来的发展历程，并突出了这一历史进程中凸现出的民族性和现实主义两大问题。在《论俄国中篇小说和果戈理先生的中篇小说》(1835)中，别林斯基将文学划分为“理想的诗”和“现实的诗”两大类，并肯定了果戈理作为一位“现实生活的诗人”的存在意义。《亚历山大·普希金作品集》(1843——1846)是对普希金作品的系列评论，别林斯基在将普希金定义为俄国民族诗人的同时，也提出了俄国现实主义文学的若干基本原则。
接下来，在关于果戈理作的系列评论中，在关于40年代俄国文学的几篇年度综述中，别林斯基对文学的真实性、典型性、形象思维、人民性、天才、激情等一系列文学、美学问题进行了深刻的思考和论述。1846年，果戈理發表了《与友人书信选》，其中所倡导的恭顺、调和的社会理想激起了别林斯基的愤怒，当时在德国养病的他奋笔疾书，写下了著名的《致果戈理的信》，这封充满不妥协的战斗精神的信，赫尔岑将之称为别林斯基的“精神遗嘱”。
别林斯基37岁时逝世，后人将他视為俄国文学史上最伟大的批评家、思想家之一。